# トンブクトゥの戦い (2013年)
トンブクトゥの戦い（トンブクトゥのたたかい）は、マリ北部紛争での外国勢力の介入中に、イスラム過激派武装勢力がトンブクトゥ空港に侵入しようと試みた際に発生した戦闘。

## 経過
3月20日夜から21日未明にかけて、イスラム戦闘員の一団は空港に侵入を試みる。イスラム戦闘員達はテント付き自動車で強引に街へ入ろうとするも、マリ＝フランス連合軍兵士の反撃を受ける。
戦闘開始から数時間後、トンブクトゥ国際空港にて自動車爆弾による自爆攻撃が発生する。自爆車両はマリ軍車両の迷彩を施しており、マリ軍兵士の近くに停車し自爆する。この爆発でマリ軍兵士3人が負傷し1人が致命傷を負った。爆発後、マリ軍とフランス軍は攻撃に備え準備する。不審車両はフランス軍によって狙われ銃撃される。しかし、この車両はマリ軍所属で乗員3人が友軍相撃で負傷する。
交戦中、2機のミラージュ2000D戦闘機が地上部隊に対し航空支援を実施している。戦闘は空港で朝の3時頃、そして街では朝4時頃に終結する。
フランス軍発表によると襲撃者は約50人いたとされる。
戦闘の翌日、MUJAOのスポークスマンにより新たな戦線が形成されたとの声明が出される。

## 損失
マリ軍兵士は自爆攻撃で3人が負傷し、1人が重傷を負う。他に3人の兵士がフランス軍の同士討ちで負傷する。フランス軍の損失は皆無であった。マリ軍大尉モディボ・ナマ・トラオレ（Modibo Nama Traoré）によれば、マリ軍の負傷者は8人であった。
フランス軍参謀本部によると、襲撃者の内10人が戦闘中に死亡したと伝える。マリ人の目撃者によると、少なくとも自爆用の爆弾ベルト着用した2人を含む、5人の死亡が確認される。